# Essex Boys
Essex boys is een Britse film uit 2000 met als acteurs Sean Bean (LOTR, Troy, The Dark) en Tom Wilkinson (The Patriot, Girl with a Pearl Earring)
De film werd geregisseerd door Terry Winsor (Fool's Gold, Hot Money)

## Acteurs
| Acteur              | Personage      |
| ------------------- | -------------- |
| Sean Bean           | Jason Locke    |
| Alex Kingston       | Lisa Locke     |
| Charlie Creed-Miles | Billy Reynolds |
| Tom Wilkinson       | John Dyke      |
| Larry Lamb          | Peter Chase    |
| Amelia Lowdell      | Nicole         |
| Michael McKell      | Wayne Lovell   |
| Holly Davidson      | Suzy Welch     |
| Terence Rigby       | Henry Hobbs    |
| Billy Murray        | Perry Elley    |
| George Jackos       | Kiri Christos  |

## Verhaal
Billy Reynolds is een jonge taxichauffeur uit Essex zonder vooruitzichten. Als hij op een dag door de crimineel John Dyke gevraagd wordt de pas vrijgelaten gangster Jason Locke rond te rijden, accepteert hij zonder nadenken. Billy begint steeds klusjes te doen voor Jason Locke en zijn bende, en komt zo steeds dieper terecht in de onderwereld van Essex.

## Trivia
De film is gebaseerd op ware gebeurtenissen.